# 5855 Yukitsuna
Az 5855 Yukitsuna (ideiglenes jelöléssel 1992 UO2) a Naprendszer kisbolygóövében található aszteroida. Natori Akira és Urata Takesi fedezte fel 1992. október 26-án.